# Ла Креуза (Кунео)
Ла Креуза је насеље у Италији у округу Кунео, региону Пијемонт.
Према процени из 2011. у насељу је живело 159 становника. Насеље се налази на надморској висини од 457 м.